# Hassi Fehal
Hassi Fehal (em árabe: حاسي لفحل) (também escrito Hassi Lefhal) é uma cidade e comuna localizada na província de Ghardaïa, Argélia. Segundo o censo de 2008, a população total da cidade era de 3 651 habitantes.